# Maurice Cortier
Pour les articles homonymes, voir Cortier.
Le capitaine Maurice Adrien Cortier, né le 9 août 1879 au Raincy et mort pour la France le 2 octobre 1914 à l'ambulance militaire de Drouilly (Marne), est un militaire et explorateur français.

## Biographie
Issu de la 82e promotion (1897-1899) des élèves de l'École spéciale militaire de Saint-Cyr, il en sort officier dans l'infanterie de marine. Il sert à Madagascar en 1903, en Afrique-Occidentale française de 1905 à 1906, puis en Algérie de 1907 à 1914. Affecté tour à tour dans l'infanterie coloniale et les tirailleurs sénégalais, il est promu capitaine en 1908 et décoré de la Légion d'honneur en 1913. Officier de carrière et méhariste, le capitaine Cortier est l'auteur de la première traversée du Tanezrouft en mars 1913 avec trois hommes et huit chameaux.
Affecté au 21e régiment d'infanterie coloniale, il arrive sur le front le 14 septembre 1914 pour participer à la contre-offensive française qui suit la bataille de la Marne. Il est grièvement blessé deux jours plus tard au Bois de Ville à la tête de sa compagnie « en dirigeant pendant le combat son unité violemment engagée avec l'ennemi ». Il succombe à ses blessures deux semaines plus tard à l'ambulance du Corps colonial.

## Œuvres
- Maurice Cortier : D'une rive à l'autre du Sahara, E. Larose, 1908, 416 pages.
- Édouard Arnaud, Maurice Cortier : Nos Confins Sahariens, 1908, 512 pages.